# تشيلتون ألان
تشيلتون ألان هو محامي وسياسي أمريكي، ولد في 6 أبريل 1786 في مقاطعة ألبمارل في الولايات المتحدة، وتوفي في 3 سبتمبر 1858 في وينشستر في الولايات المتحدة. نشط حزبياً في حزب اليمين. وقد انتخب عضو مجلس النواب الأمريكي ‏.